# Florence Omagbemi
Florence Omagbemi (sinh ngày 2 tháng 2 năm 1975) là cựu tiền vệ bóng đá. Cô chơi cho đội tuyển bóng đá nữ quốc gia Nigeria qua bốn kì FIFA World Cup nữ, vài kì Cúp bóng đá nữ châu Phi và Olympic Mùa hè 2000. Năm 2016, cô được gọi lên làm huấn luyện viên tạm thời của đội tuyển quốc gia, trước đây cô từng là trợ lý huấn luyện viên cho đội tuyển bóng đá nữ U20 quốc gia Nigeria.

## Sự nghiệp chơi bóng
Omagbemi chơi cho đội tuyển bóng đã nữ quốc gia Nigeria suốt một thập kỉ, xuất hiện trong bốn kì FIFA World Cup nữ bao gồm cả lần đội tuyển bước vào vòng loại thứ hai của Giải vô địch bóng đá nữ thế giới 1999 trước khi dừng bước trước Brazil. Giữ vai trò đội trưởng, cô cùng với "Super Falcons" vô địch ở 4 kì liên tiếp giải vô địch bóng đá nữ châu Phi 1998, 2000, 2002 và 2004. Cô cũng góp mặt trong đội tuyển Nigeria tham gia kì Thế vận hội mùa hè lần đầu tiên khi tranh giải tại Olympic Mùa hè 2000 ở Australia.

## Sự nghiệp huấn luyện
Omagbemi bắt đầu sự nghiệp huấn luyện viên ở một số đội trẻ ở Mỹ, trước khi được gọi lên làm trợ lý huấn luyện viên cho đội tuyển bóng đá nữ U20 quốc gia Nigeria. Thời điểm đó, đội tuyển đã đi đến bán kết Giải vô địch bóng đá nữ U-20 thế giới 2012 trước khi bị loại bởi đội tuyển Mỹ. Omagbemi đã được giữ vai trò là huấn luyện viên tạm thời cho đội tuyển bóng đá quốc gia cấp cao tham dự cúp bóng đá nữ châu Phi 2016. Đội tuyển Nigeria không có huấn luyện viên từ khi sa thải huấn luyện viên Christopher Danjuma cùng với màn trình diễn đáng thất vọng tại 2015 African Games.
Một tháng trước khi bắt đầu giải đấu, có nguồn tin tiết lộ Omagbemi đã không được thanh toán tiền đầy đủ bởi Liên đoàn bóng đá Nigeria. Đáp lại, NFF đã đảm bảo rằng cô sẽ được trả tiền trước khi nhóm khởi hành cho giải đấu.
Ngày 3 tháng 12 năm 2016, Omagbemi trở thành người phụ nữ đầu tiên vô địch Cúp bóng đá nữ châu Phi với cả vai trò cầu thủ và huấn luyện viên.

## Thành tựu
Nigeria
Cầu thủ
- Cúp bóng đá nữ châu Phi (4): 1998, 2000, 2002, 2004

Huấn luyện viên
- Vô địch Giải vô địch bóng đá nữ châu Phi: 2016